# آرامگاه علی بن حمزه
آرامگاه علی بن حمزه بن موسی الکاظم یکی از بناهای تاریخی و مذهبی شهر شیراز می‌باشد. این آرامگاه متعلق به «شاه میرعلی بن حمزه بن موسی کاظم»  بوده که در خیابان حافظ و در نزدیکی رودخانه خشک قرار گرفته‌است. آرامگاه علی بن حمزه در دورهٔ دیلمیان و به‌دست امیر عضدالدوله دیلمی احداث شده و در دورهٔ تیموریان بخش‌هایی از آن مرمت گردیده‌است و بخشی در زمان پهلوی توسط مرحوم حبیب الله جوکار و زیر نظر معمار آن دوره آقای پیروانی احداث و مرمت گردیده است و آرامگاه خانوادگی وی در حرم علی بن حمزه قرار دارد که هر ساله میزبان مسافران و همشهریان عزیز در شهر شیراز سومین حرم اهل بیت می باشد . 

## زندگینامه علی بن حمزه
علی بن حمزه در اثر فشار خلفای عباسی در ۲۲۰ هجری به حال فرار به شیراز آمد؛ و در غاری که بعداً باباکوهی برای اعتکاف خود برگزید پنهان شد. روزها هیزم فراهم می‌کرد و گاهی به دروازه استخر می‌آورد و از فروش آن آذوقه خردیه برای خانواده به غار می‌برد.
روزی مأمورین خلیفه او را از خالی که بر صورت داشت شناختند و گردنش را زدند و آن سر را به بغداد فرستادند و جسد را در محل فعلی (بالای پل دروازه اصفهان) دفن کردند. عضدالدوله دیلمی بر آن قبر بقعه‌ای ساخت و دختر سید شریف زید بن اسود را نیز به زنی گرفت و چون زید درگذشت، او را در نزدیکی علی بن حمزه دفن کردند که اکنون این مقبره دست در شیب جنوبی پل دروازه اصفهان در سمت غربی خیابان قرار گرفته است. زید بن اسود به هشت واسطه نسبش به   حسن بن علی مرتضی می‌رسد.
در ورودی بقعه شاه میر علی بن حمزه اگر چه کهنه و فرسوده شده ولی از نظر کنده کاری نمونه‌ای از ذوق و هنر مردم شیراز است. پس از عبور از دهلیز در محلی که وارد صحن می‌شوند بر بالای درگاه، سنگ سرخ رنگی نصب شده که کتیبه بسیار زیبایی به خط ابراهیم سلطان فرزند شاهرخ تیموری بر آن نقر گردیده‌است. تولیت موقوفات آستان علی بن حمزه به عهده اولادان ذکور حمزوی عابدی می‌باشد.

## نگارخانه

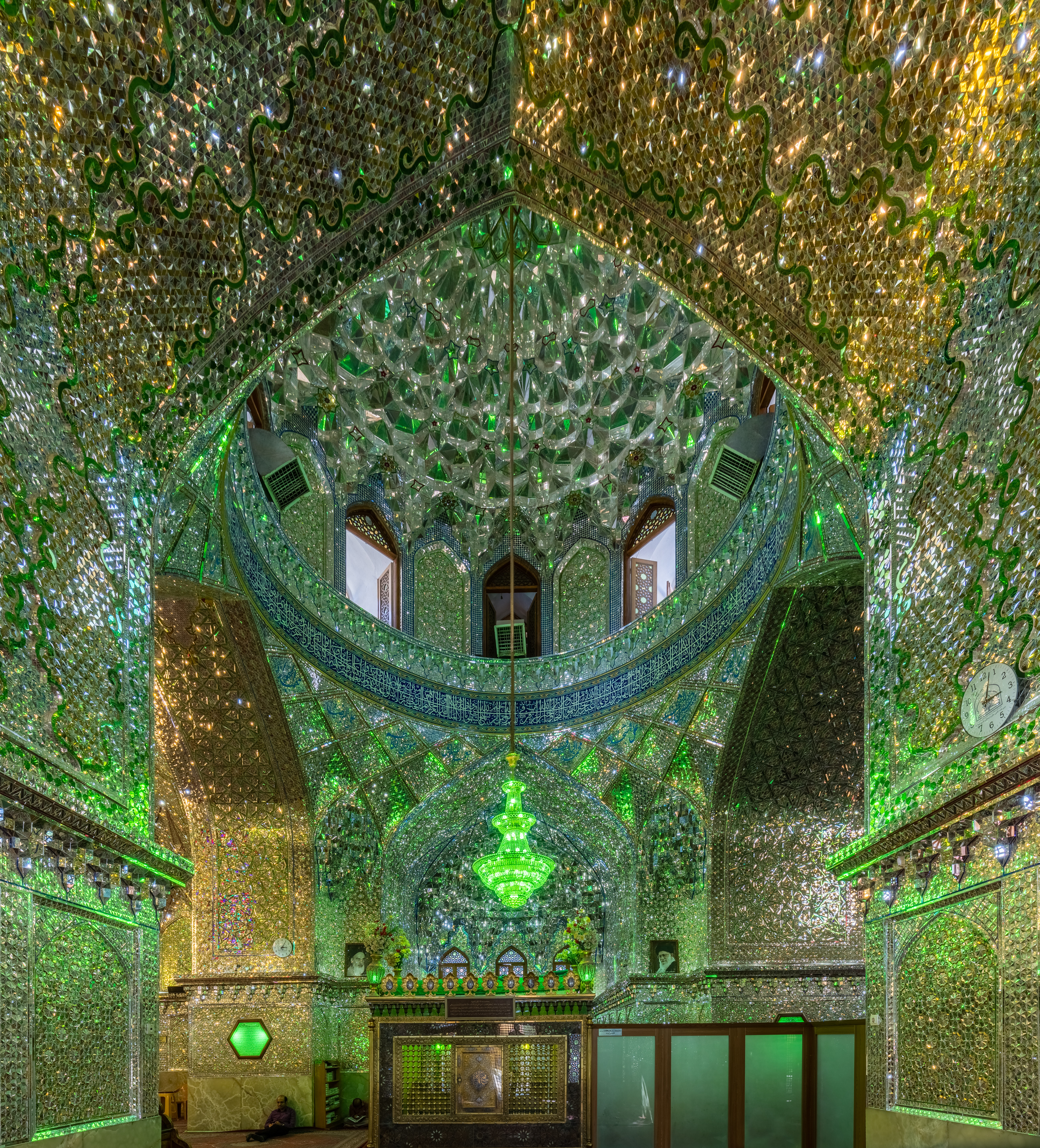
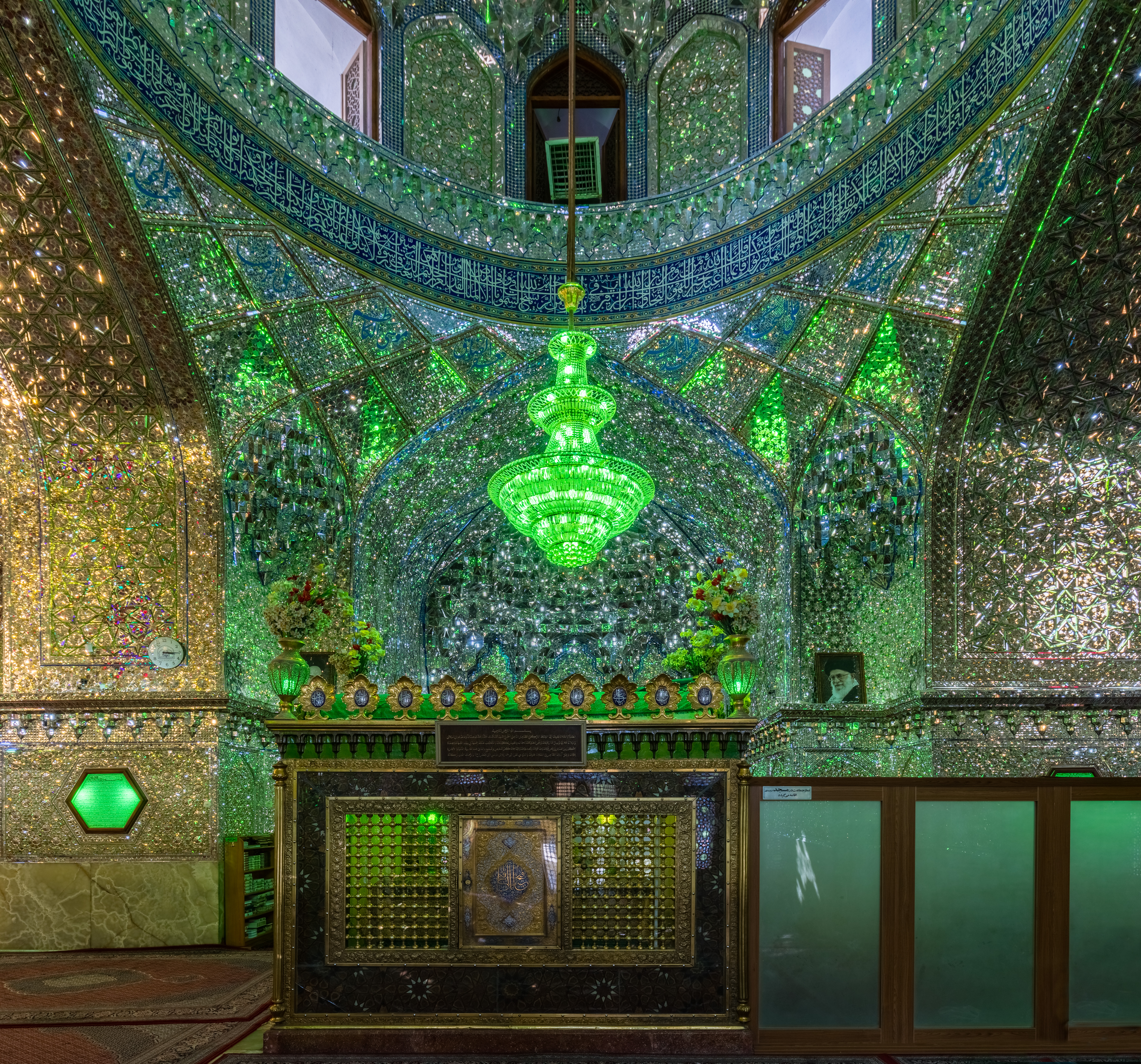
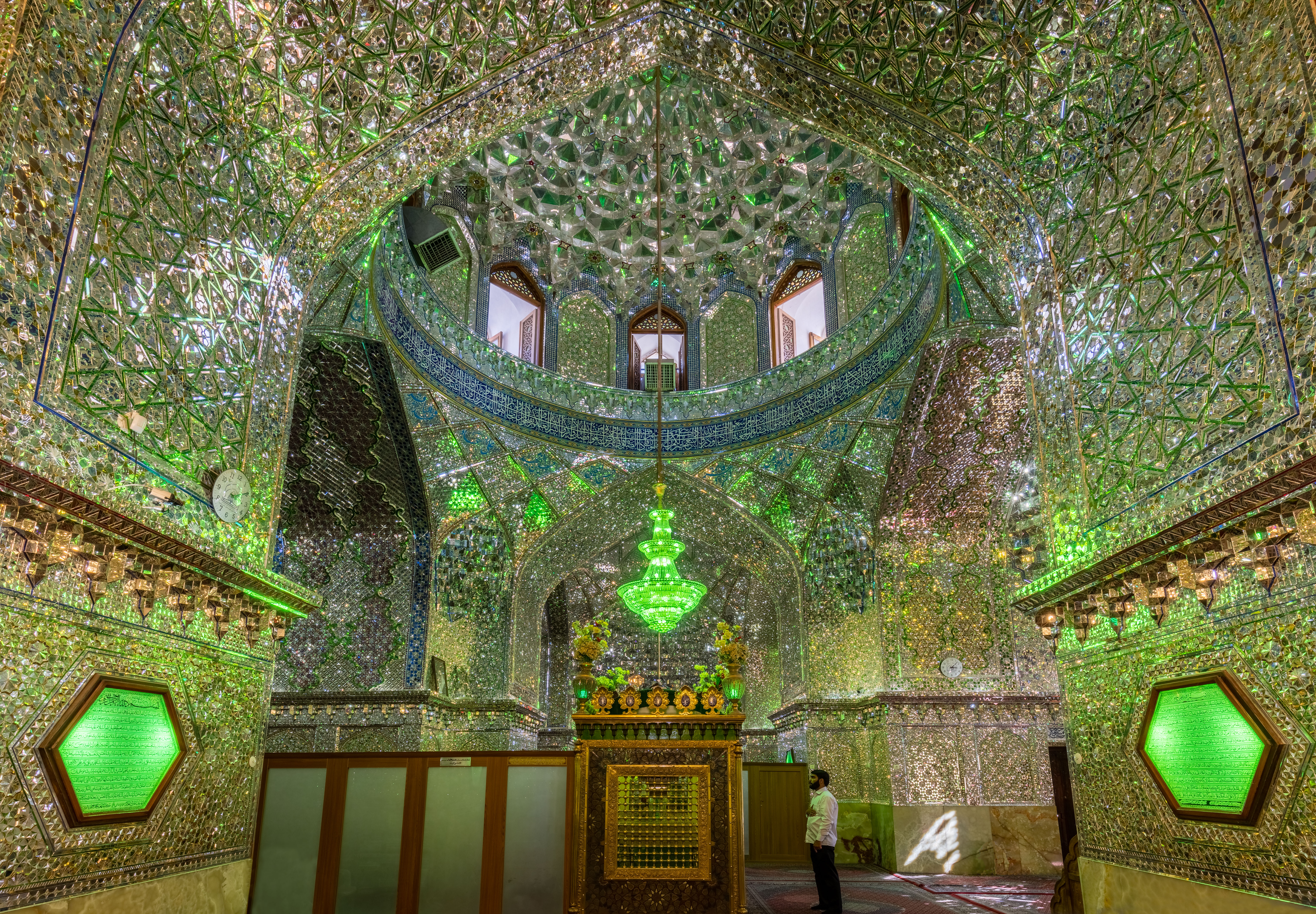
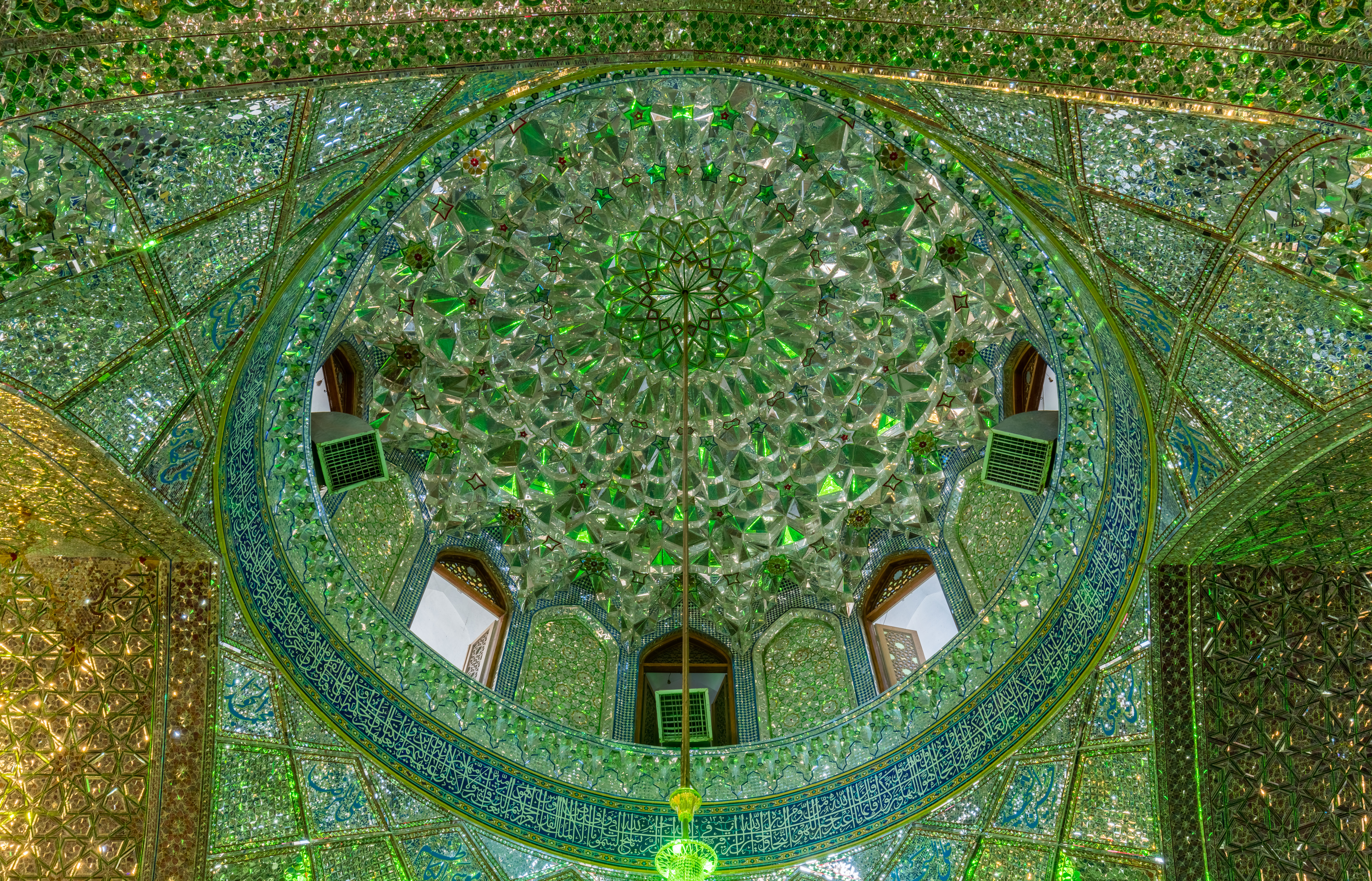

## جستارها
- آرامگاه حمزه بن موسی‌کاظم
- موسی کاظم
- حرم شاه‌چراغ